# کرگور هرمت
کرگور هرمت (استونیایی: Kregor Hermet؛ زادهٔ ۹ ژوئن ۱۹۹۷) بازیکن بسکتبال اهل استونی است.